# Wegkreuz (Knellendorf)

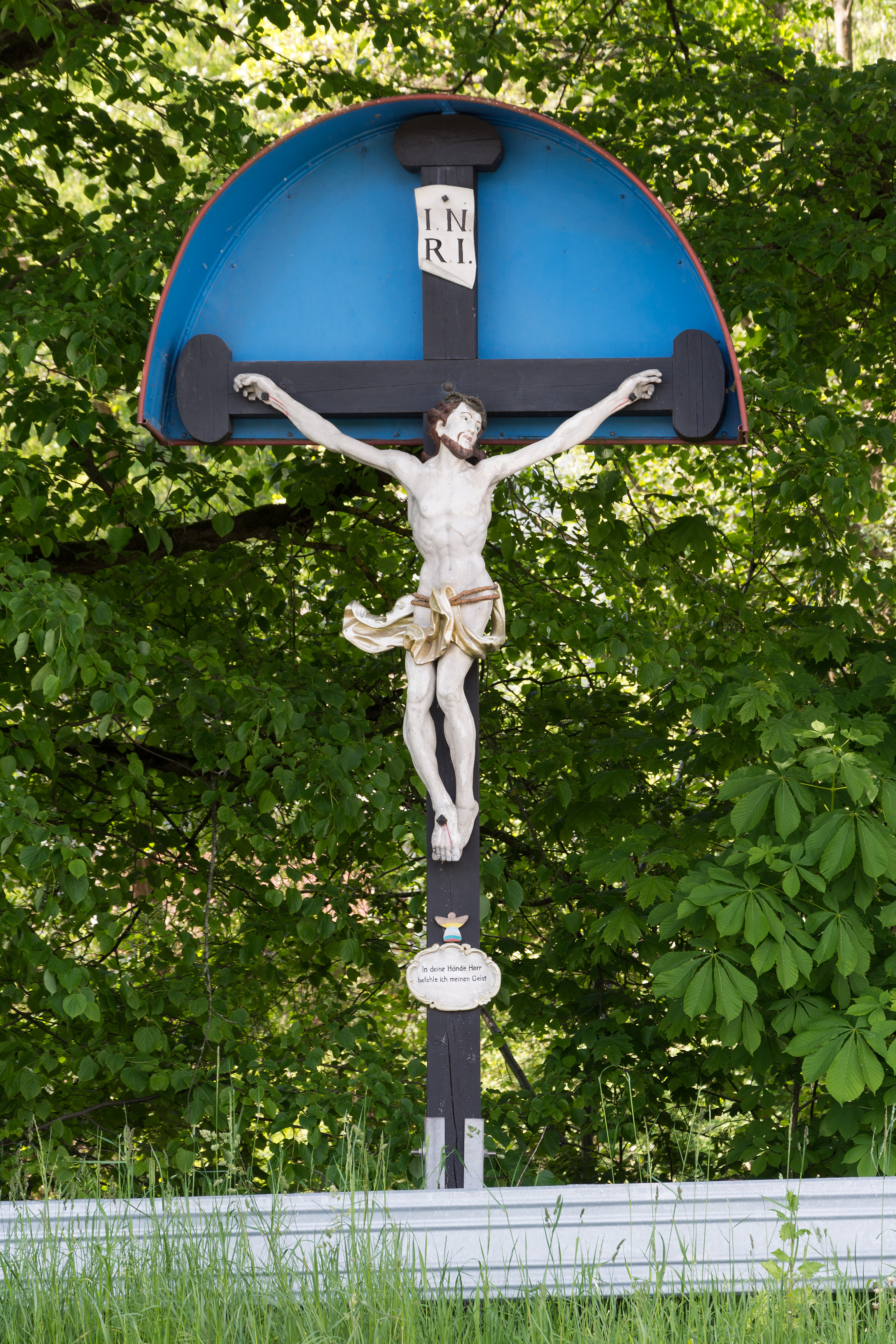
Wegkreuz bei Knellendorf

Das Wegkreuz in der Nähe der Stressener Brücke ist ein Flurdenkmal bei Knellendorf, einem Gemeindeteil der oberfränkischen Stadt Kronach.

## Beschreibung und Geschichte
Das unter Denkmalschutz stehende Wegkreuz wurde ursprünglich wohl 1861 errichtet und stand zunächst direkt an der Stressener Brücke. Es wurde beim Neubau der Brücke, die die Bundesstraße 85 über den Fluss Haßlach führt, an seinen heutigen Standort am Flussufer, etwa 150 m nördlich der Brücke versetzt.
Der angeschuhte Kreuzstamm hat eine Höhe von 380 cm, die Kreuzarme sind 155 cm breit. Der am Kreuz befestigte Korpus misst 140 cm; es handelt sich um eine Nachbildung des durch Witterungseinflüsse zerstörten Originals, die 1960 vom akademischen Bildhauer Georg Bauer aus Bamberg geschaffen wurde. Unterhalb der Figur ist eine ovale, verzierte Inschrifttafel angebracht: „Vater in Deine Hände empfehle ich meinen Geist; Rette Deine Seele“. Am Ende des Kreuzstamms über dem Korpus befindet sich eine Schriftrolle mit den Buchstaben „INRI“. Dem Schutz vor Witterungseinflüssen dient ein an der Rückseite geschlossenes rundbogiges Blechdach.
Im Dezember 2010 wurde das durch Wind und Wetter stark in Mitleidenschaft gezogene Flurdenkmal abgebaut und nach einer Restaurierung durch den Knellendorfer Bildhauer Manfred Fössel im August 2011 wieder neu aufgestellt. Bei einem Verkehrsunfall im April 2015 wurde es schwer beschädigt und aus seiner Verankerung gerissen, als ein Pkw von der Fahrbahn abkam und gegen das am Straßenrand stehende Wegkreuz prallte. Dies machte eine wiederum von Bildhauer Fössel durchgeführte neuerliche Restaurierung erforderlich. Das Flurdenkmal wurde Ende August 2015 wieder aufgestellt.

## Legenden
Zum Anlass für die Errichtung des Wegkreuzes im 19. Jahrhundert existieren verschiedene Überlieferungen. Die erste berichtet von einem Flößer, der bei hohem Wasserstand von seinem Floß ins Wasser gestürzt war. Der Mann, der nicht schwimmen konnte, gelobte in seiner Not die Errichtung eines Wegkreuzes, wenn er vor dem Ertrinken bewahrt werden sollte. An der nächsten Flussbiegung wurde er ans Ufer geschwemmt und konnte sich an Land retten.
Eine andere Erzählung, die zu Beginn des 20. Jahrhunderts entstanden ist, berichtet von einem Kronacher Kaufmann, der nach der Erledigung von Geschäften in Gundelsdorf auf dem nächtlichen Heimweg die Stressener Brücke passierte. Dort, am ursprünglichen Standort des Wegkreuzes, soll ihm im Mondlicht eine vermeintlich missgebildete Gestalt begegnet sein, in der er den Leibhaftigen zu erkennen glaubte. In Panik rannte der Mann, verfolgt von der Gestalt, zurück nach Kronach. Das Erlebnis schien ihn derart mitgenommen zu haben, dass der Mann nach drei Tagen Bettlager verstarb. Vermutlich war der Kaufmann wohl einem Holzdieb begegnet, der sein Diebesgut in einem Beckenkorb transportierte, was ihm in der Nacht ein unförmiges Aussehen verlieh.
Einer weiteren Sage nach besteht bei der Errichtung des Wegkreuzes ein Zusammenhang zu einer Bauersfrau, die mit ihrem Mann einen Hof am Kammberg bei Glosberg bewohnte. Der wohl gutherzige Bauer ließ vom Reichtum seines Hofes oft Armen und Hilfsbedürftigen etwas zukommen, was der als hartherzig und geizig beschriebenen Ehefrau missfallen haben soll. Eines Tages wurde der Bauer mit gebrochenem Genick in seiner Scheune aufgefunden und es entstand das Gerücht, dass die Bauersfrau am Tod ihres Mannes nicht ganz unschuldig sei. Bei einem schweren Unwetter, das in der Gegend starke Verwüstungen anrichtete, soll die Frau Gott gelästert und ihn verhöhnt haben. Daraufhin schlug ein Blitz in das Bauernhaus ein, das bis auf die Grundmauern niederbrannte. Der Regen brachte den Berghang zum Abrutschen, sodass der gesamte Hof verschüttet wurde. Die ruhelose Seele der Frau soll an der Stressener Brücke umher wandeln.